# La Falda

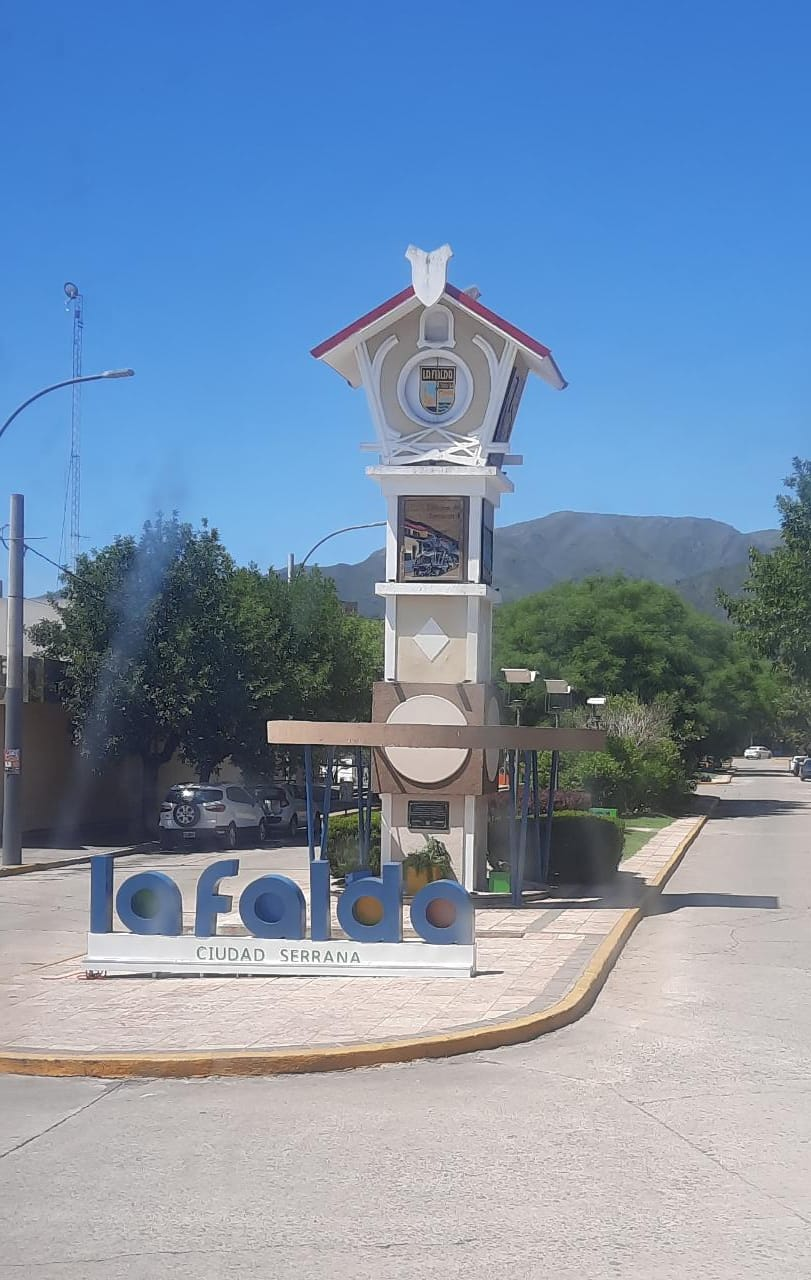
Reloj Cucu de La Falda

La Falda es una ciudad de la provincia de Córdoba, ubicada a 66 km de la ciudad de Córdoba y a 807 km de Buenos Aires.
La Falda se encuentra al pie de dos cerros (Cerro El Cuadrado y Cerro La Banderita) integrantes del cordón montañoso denominado  Sierras Chicas. La ciudad forma parte del departamento Punilla el cual incluye otras ciudades como Villa Carlos Paz, Cosquín (cabecera administrativa del departamento), La Cumbre y Capilla del Monte. La Falda forma parte del Gran Córdoba, y es la tercera ciudad más poblada de Punilla. 
Esta zona geográfica de la provincia se conoce como el Valle de Punilla y es, en cuanto al turismo interno, el segundo destino más visitado de la Argentina. Contribuye a esto la conjunción de bellos paisajes y paseos sumados a una adecuada infraestructura de servicios destinados a satisfacer la demanda turística.
Actualmente, La Falda, es reconocida por la realización de dos importantes festivales nacionales que se realizan en esta localidad: el Festival Nacional del Tango (que tiene lugar aquí durante el mes de julio) y el Festival Nacional del Alfajor (celebrado en octubre).

## El nacimiento de La Falda
Si bien el señor Carlos Panozzo propuso como fecha del nacimiento de La Falda el que consideraba día de la habilitación del tramo ferroviario Cosquín-La Falda-Cruz del Eje, vale decir, el 11 de junio de 1892, la Junta Provincial de Historia de Córdoba aprobó el informe elaborado por su miembro de número, el Lic. Alejandro Moyano Aliaga, a raíz de diversas opiniones divergentes que circulaban sobre la cuestión, desestimando que pudiera ser la fecha propuesta por Panozzo.
Las consideraciones de la Junta Provincial al respecto fueron:
1. La línea ferroviaria de Córdoba a Cruz del Eje fue inaugurada recién el 24 de diciembre de 1892, y La Falda era todavía una estancia con muy pocas personas residentes en ella, como lo indicaba el Censo Agropecuario de 1895;
2. Entre las estaciones ferroviarias que había en el Valle de Punilla en 1896 no aparecía La Falda como estación; recién en 1898 se puso una parada en el km. 78, para que pudieran descender los pasajeros que iban al Eden Hotel;
3. Oficialmente, el sr. Roberto Bahlcke[3] solicitó ubicar una estación a la Dirección de Ferrocarriles en 1899, y recién en el anuario estadístico del año 1900, apareció la Estación La Falda;
4. Los hermanos Bruno y Walter Eichhorn, los siguientes propietarios alemanes del Eden Hotel, demostrarán la evidente intención de llevar a cabo una urbanización selectiva, idea que aparece escrita por primera vez en 1913, en el boleto de compraventa extendido al señor Emilio Werner el 17 de noviembre de ese año, fecha que debería ser considerada como la iniciación de La Falda.[4]

## Prehistoria e Historia

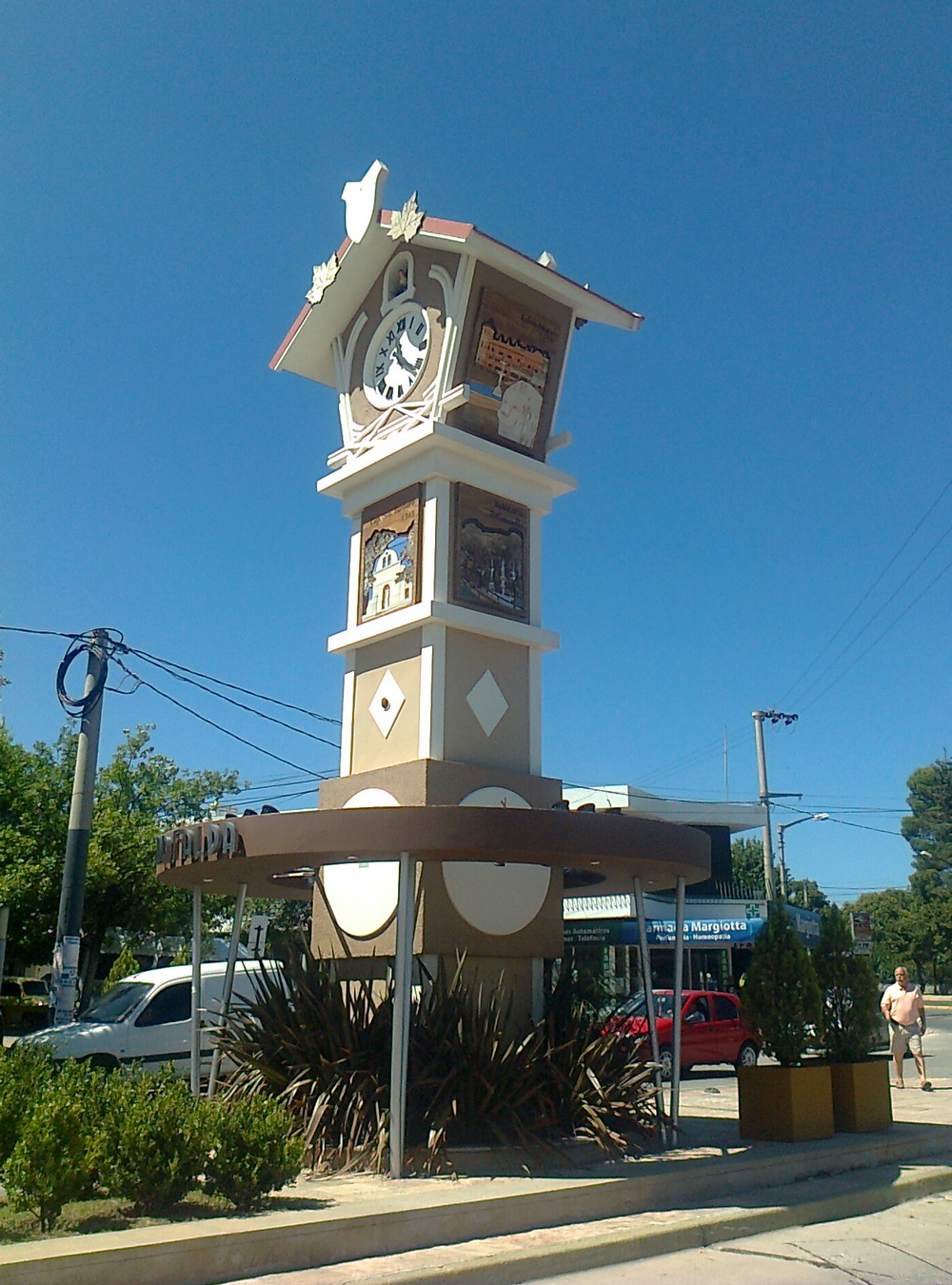
Reloj Cucú de La Falda.

Cerca de La Falda, fueron encontrados rastros de una antigua cultura lítica denominada Ayampitin por el sitio adonde fue localizada, hallazgos que luego fueron ampliados con otras excavaciones en la provincia de San Luis, para constituir un horizonte arqueológico indígena prehispánico. Lo caracterizan puntas de proyectil de piedra en forma de hoja de laurel trabajadas en cuarzo, de una antigüedad de por los menos 6.000 años antes de Cristo. La cultura precerámica Ayampitin perteneció a un pueblo con economía especializada en la caza de guanacos y ciervos, que también recolectaban semillas que trituraban en molinos planos de piedra (conanas).
A la llegada de los españoles en el siglo XVI el territorio era asiento de poblaciones de la etnia comechingón. Hacia 1537 la zona de La Falda fue explorada por los conquistadores españoles.

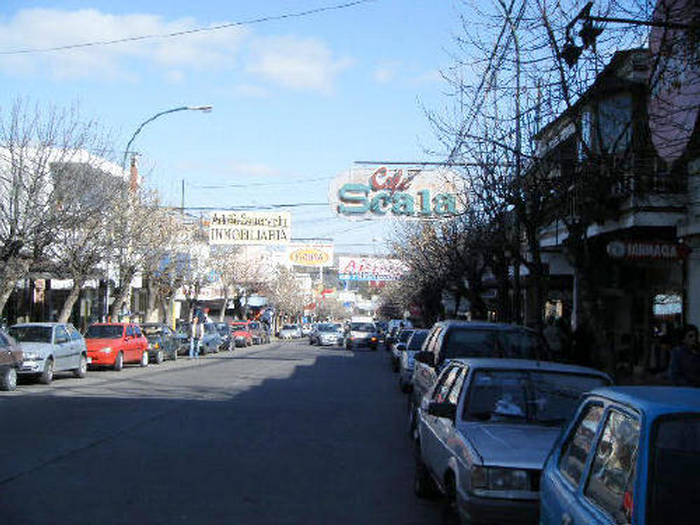
Avenida Edén, la arteria principal de La Falda.

Hasta inicios del siglo XX el sitio en donde se encuentra actualmente la ciudad de La Falda correspondía a la estancia La Zulema, llamada así en homenaje a Zulema Laprida la esposa del entonces propietario de estas tierras, el célebre médico y abogado, con vocación de ingeniero Juan Bialet Massé.
Poco tiempo después surgiría la población al llegar el ferrocarril, durante las primeras décadas del siglo XX tomó renombre el antiguo hotel llamado Eden. El Hotel Edén dio vida y origen no sólo al turismo en la zona, sino que dio vida a la mismísima ciudad de la Falda, ya que se construyó en terrenos de los dueños del hotel.

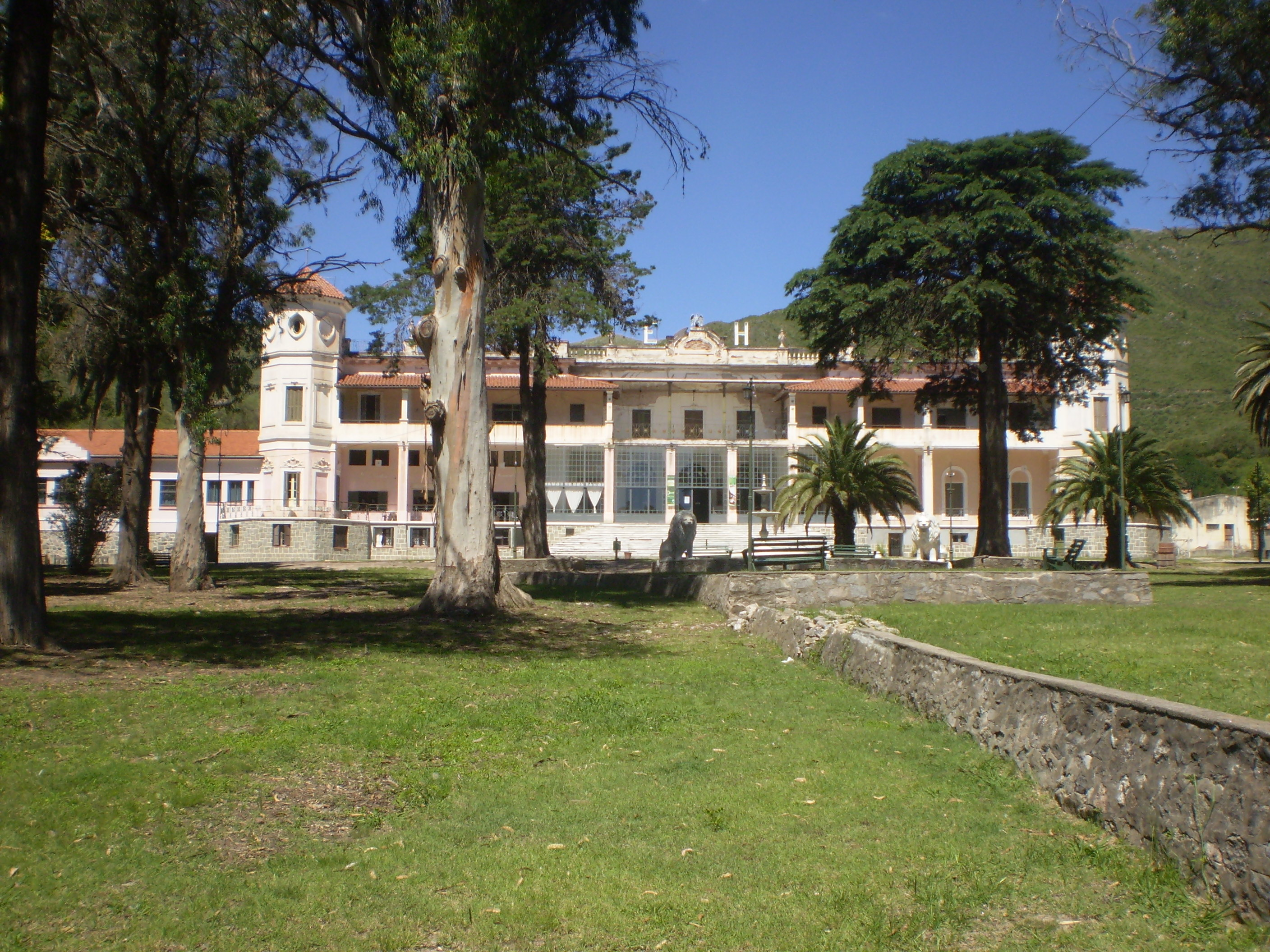
Vista del famoso hotel Edén.

Su primer dueño fue Roberto Bahlke que compró miles de hectáreas en la zona en el año 1892 y comenzó la construcción del hotel que se inauguró en el año 1898. Pero su mejoramiento llegó de la mano de los hermanos alemanes Walter y Bruno Eichhorn cuando lo compran en el año 1912.
Sus 100 habitaciones, golf, jardines con plantas traídas de distintos lugares del mundo y sus visitas de la alta sociedad mundial de la época, crearon un misticismo alrededor del hotel e impulsó la creación de La Falda.
En el hotel se realizaban grandes banquetes, por lo que impulsó el turismo en el Valle de Punilla, atraía prensa y dinero de varias familias argentinas y extranjeras para invertir en distintas acciones sociales. Una de las inversiones de los hermanos Eichhorn fue en el partido nazi de Adolf Hitler, a quien apoyaron desde el inicio de su movimiento y hasta le habrían preparado un plan de escape de la Segunda Guerra Mundial.

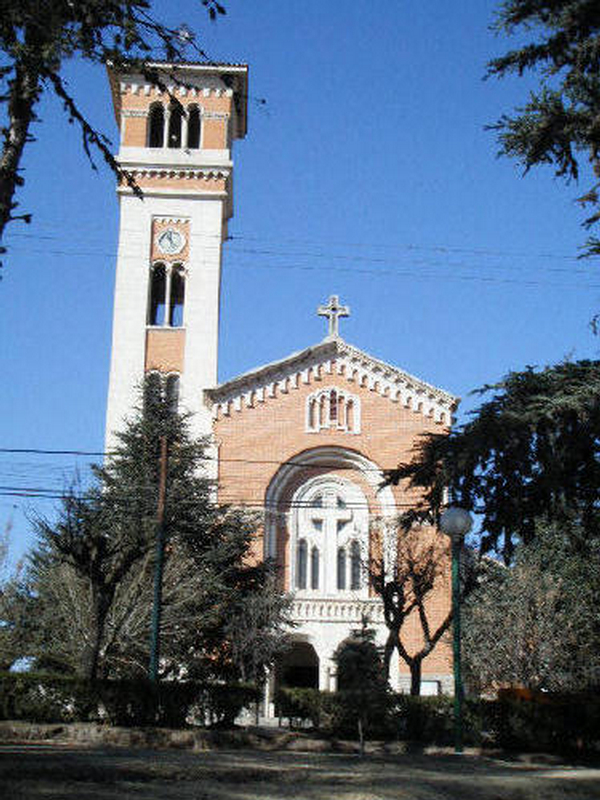
Parroquia del Santísimo Sacramento, iglesia principal de La Falda.

Las historias y documentos afirman que durante unos años el hotel fue un ateneo alemán. Hubo varios dueños del hotel, pero su auge fue durante la primera mitad del siglo XX. El Hotel Edén hospedó a personalidades tales como Rubén Darío, José Figueroa Alcorta, Julio A. Roca, Berta Singerman, Albert Einstein, y muchos otros. Luego de la guerra, el gobierno argentino incautó el hotel y lo transformó en una prisión para alemanes y japoneses en distintos años.
En 1914 se habilita la estafeta postal, precursora del correo.
El municipio se crea en 1934, y fue su primer intendente el Ing. Jorge Copello.
El 6 de diciembre de 1969 se le confiere a la Villa La Falda, el carácter de ciudad.
A lo largo del siglo XX la ciudad de La Falda se ha conurbado con otras hermosas poblaciones serranas cercanas: Valle Hermoso, Huerta Grande, Villa Giardino ex Thea, La Cumbre, unidas principalmente por el antiguo ferrocarril y la ruta nacional 38 (que en parte fue un ramal del antiguo Camino Real).

### Villa Eden
Los hermanos Eichhorn, a partir de la compra de la Estancia La Falda y Hotel Edén en 1912 a María Herbert de Krautner, decidieron llevar a cabo una urbanización de los terrenos de la estancia, para lo cual el agrimensor E. Quinteros traza un plano de subdivisión para iniciar la venta al año siguiente, parcelando en manzanas las tierras de la Estancia La Falda, trazando sus calles, destinando un lote para la Escuela Mateo J. Molina, otro para construir un edificio policial, un lote para construir la capilla del Sagrado Corazón, y una manzana para establecer una plaza, al principio llamada Eden, hoy plaza San Martín. Además hicieron desmalezar montes, canalizaron arroyos y forestaron toda el área. También hicieron arbolar con una doble fila de eucaliptus la Avenida Eden, enriqueciendo notablemente el paisaje agreste de entonces.
Tal cuestión se concreta por primera vez en el boleto de compraventa extendido al señor Emilio Werner el 17 de noviembre de 1913, a razón de tres pesos el metro cuadrado, por un lote ubicado en la hoy calle Las Murallas, al norte de la calle 9 de Julio, de la actual ciudad de La Falda. En 1915, venden otro lote a Juan Pedro Uit, y un tercero a Jorge Golmer.
Poco tiempo después se procedió a vender varios lotes, en los que poco a poco se fueron construyendo hermosos chalets, confiriéndole al lugar aspecto de pueblo paradisíaco y apacible. La calle El Deslinde, hoy Avenida Argentina, establecía el límite divisorio entre la parte residencial, vale decir, la Villa Eden, hacia el este de la mencionada calle, mientras que hacia el oeste de ella se planeaba desarrollar un área comercial. 
La cuadrilla encargada de delinear calles y mantenerlas en buen estado en toda la zona, fue creada en diciembre de 1922, siendo su capataz Juan Oms, casado con María Luisa Salguero, con quien tuvieron tres hijos, Humberto, Juan y Teresa. Al mando de un camión Chevrolet, Oms efectuaba traslados de tierras y rellenos. La cuadrilla estaba integrada por una veintena de obreros: Constanzo Botter, Arturo Nardini, Aurelio Salvatore, Brian Popea, Claro Vélez, Marcelino Ferreyra, Donato Gonano, Demetrio Kocabiuk, Anastacio Palacio, y otros. Al fallecer Juan Oms en 1952, la cuadrilla se disolvió. Entre sus grandes realizaciones estuvo el Camino Del Cuadrado ordenado por los hermanos Eichhorn por el Cerro El Cuadrado, comunicando La Falda con Río Ceballos.
Algunos empleados del Hotel Edén recurrieron a los dueños y se vieron favorecidos en la adquisición de lotes, edificando sus casas en Villa Eden, y otros, lo hicieron dentro de la designada como área comercial. Por ejemplo, Luis Pfaffeneder, chofer, edificó dos chalets en el camino al Chorrito; Guillermo Fleischer, mecánico, igualmente cerca de la Laguna de los Patos; Francisco Canelo, repostero, es instaló en calle 9 de Julio con una fábrica de alfajores; Abel Capdevila, jefe de cocina, adquirió la esquina de la actual Avda. Eden y calle San Lorenzo; Luis Moyano, peluquero, compró y edificó en la segunda cuadra de la Avda. Eden; Efren Obederer, electricista, compró y edificó en la actual calle Moreno a 50 metros de la Avda. Eden; Arturo Francisco, fotógrafo, fue dueño de Avda. Eden 150; Alfredo Trenkel, tuvo una florería en calle Sarmiento N.º 150. 
En Villa Eden también se establecieron algunos marinos del submarino alemán Admiral Graff Spee, hundido frente a Montevideo, Uruguay: entre ellos su segundo jefe, Federico Rassenack, debido a que sus tripulantes pidieron asilo en Argentina y fueron recluidos en el Hotel Edén de La Falda, hasta el fin de la guerra.

### Barrio Santa Rosa
Santa Rosa comprende un sector de alrededor de 80 hectáreas al oeste de la ciudad, las que fueron adquiridas por el empresario italiano José De Giacomi a Francisco Segui y Doña Erlinda Parteli de Seguí un sector y otro a M. Figueroa Hermanas y Compañía, que eran parte de terrenos no loteados de la Estancia San Antonio. Para su loteo fueron divididas en 3 sectores denominados como “A”, “B” y “C”.
La villa lleva el nombre de Santa Rosa en homenaje a la esposa de José De Giacomi, María Rosa Turco. Sus límites son: al norte la Av. Italia (Camino a la Pampa de Olaen), al oeste la calle Victoria y el Parque Hotel hasta el arroyo de los Quinteros en el sector sur hasta la confluencia con el Río Grande de Punilla que conforma su límite hacia el oeste, el Dique de La Falda y la calle Libertad al noroeste.
Esta porción de la ciudad fue urbanizada por José De Giacomi a partir del año 1943, emprendiendo entonces una importante obra que incluyó los loteos, construcción de caminos (unos 17 km), redes de agua corriente con más de 7000 m de cañerías e instalaciones de electricidad y teléfono. Así mismo construyó el tanque de bombeo, tanques cisterna y elevado para suministro de aguas, como la red de bombeo, desde la vertiente de la que extraía el agua para el sector, que el mismo mandó analizar para garantizar la calidad de la misma. La vialidad implicó una obra importante de voladuras, movimientos de suelos y construcción de muros de piedra de contención, permitiendo el acceso al Río Grande de Punilla, creando una importante área turística para la actual ciudad de La Falda.

## Geografía

### Población
Cuenta con 16,732 habitantes (Indec, 2022), lo que representa un incremento del 2.4% frente a los 16,335 habitantes (Indec, 2010) del censo anterior. Forma parte del aglomerado urbano denominado La Falda - Huerta Grande - Valle Hermoso que cuenta con una población total de 35,821 habitantes (Indec, 2010).
En las últimas décadas el crecimiento demográfico fue amplio con una marcada construcción de viviendas transformando a La Falda de una localidad a una ciudad pequeña.
En la actualidad es la tercera ciudad más poblada del Departamento Punilla, y una de las más activas en esta región del Gran Córdoba, brindando servicios y empleo a sus habitantes y de localidades vecinas.
Aunque su crecimiento también ha traído aparejadas algunas desventajas como la creciente inseguridad.
| Gráfica de evolución demográfica de La Falda entre 1980 y 2022 |
|                                                                |
| Fuente: Censos nacionales del INDEC                            |

### Clima

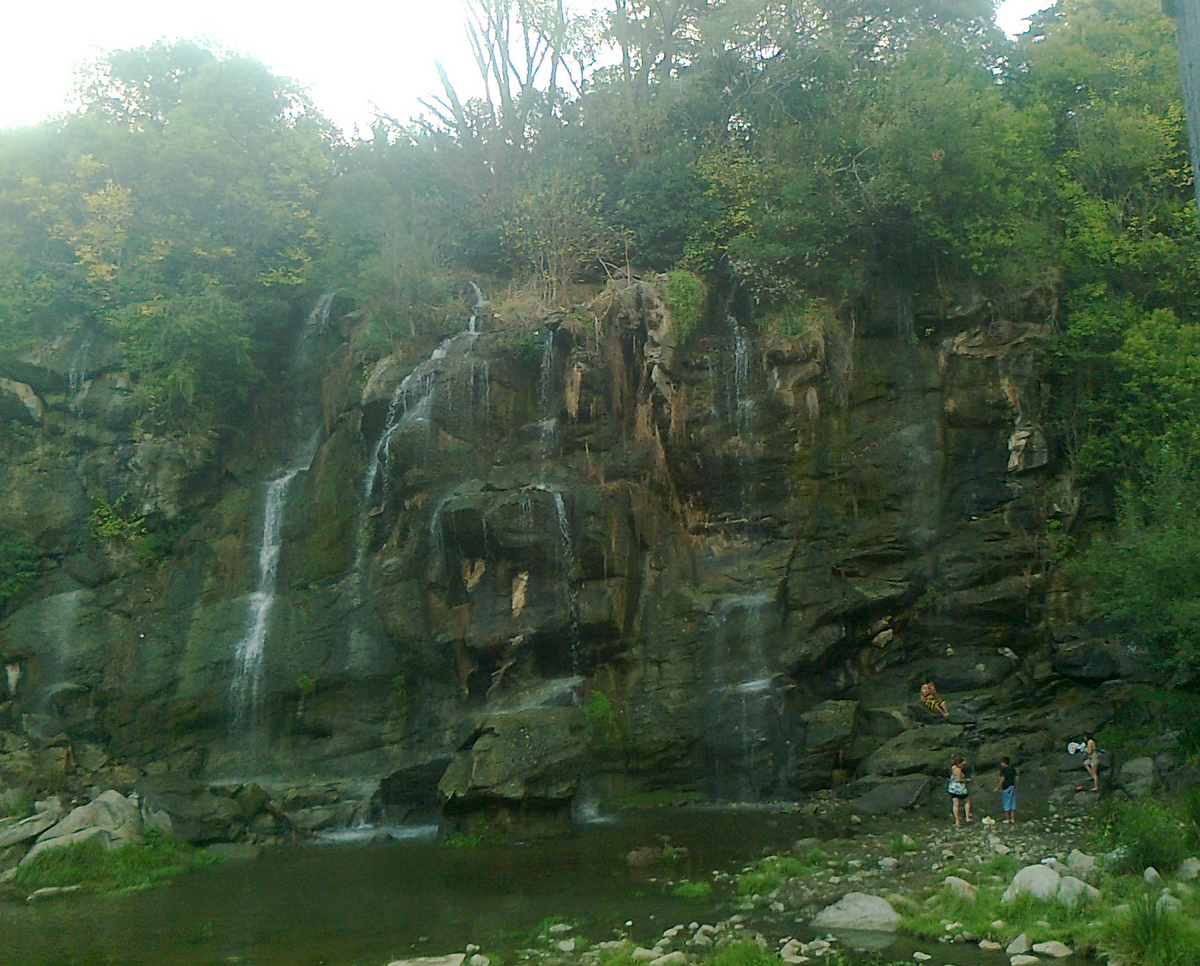
Balneario Siete Cascadas, junto al Dique de La Falda

El clima es templado de transición. Los inviernos son fríos y sumamente secos, en los que la temperatura puede descender a -6°, -7° o aún menos en las mañanas invernales, aunque los días suelen ser soleados y agradables. Las nevadas se dan casi todos los años, aunque no suelen ser fuertes debido a la falta de humedad en esta estación. En verano, la temperatura puede ser muy calurosa, por lo que la gente aprovecha los numerosos balnearios de la zona. Esta estación es la más lluviosa.

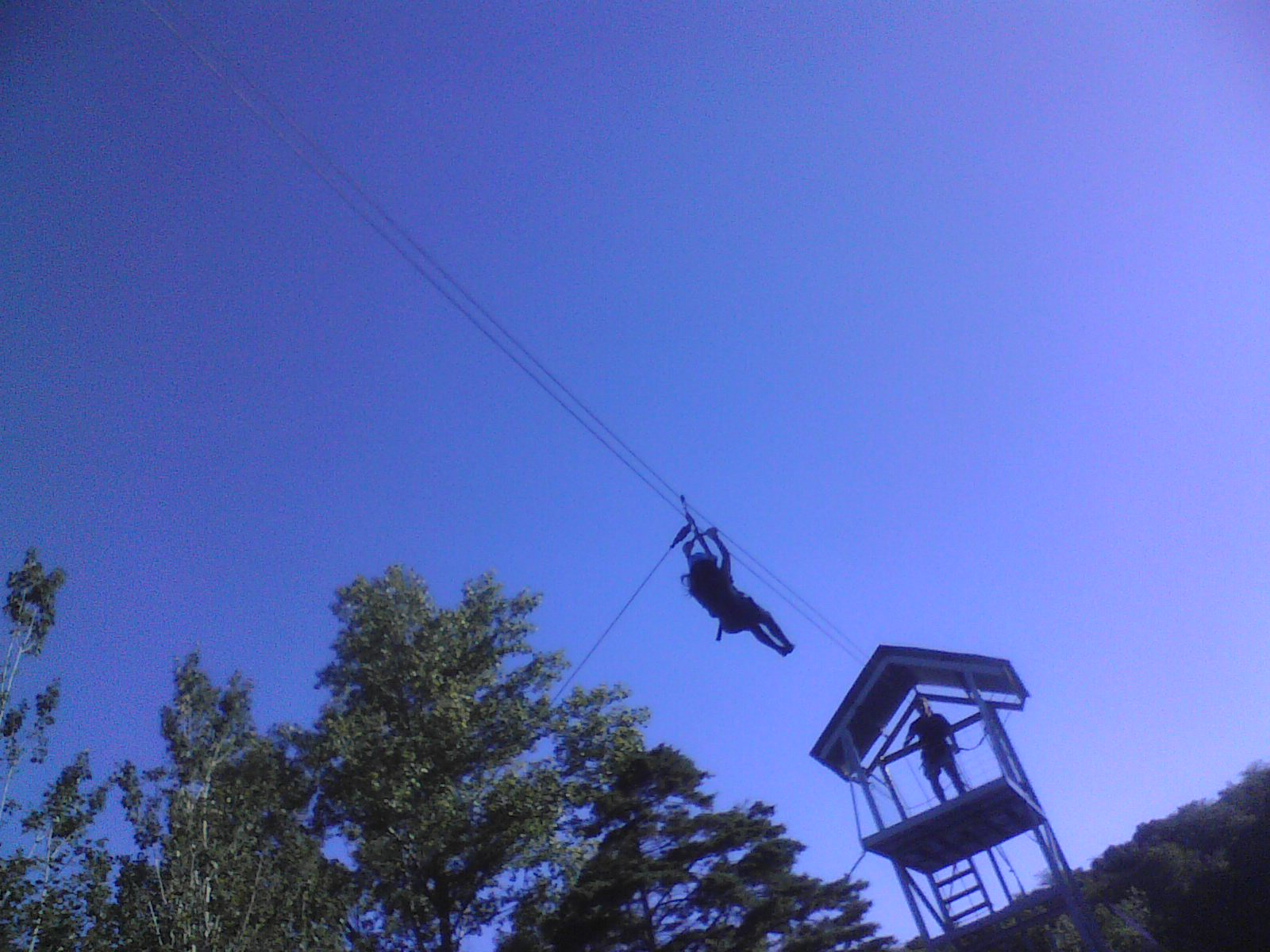
Práctica de tirolesa en el Balneario Siete Cascadas de La Falda.

El río que circula por el este de la ciudad es el Río Grande de Punilla, el Dique La Falda  origina, de un lado, un lago, y del otro lado (el sur) existe un gran balneario, denominado "Siete Cascadas", muy frecuentado por los turistas.

### Sismicidad
La región posee sismicidad media; y sus últimas expresiones se produjeron:
- 16 de enero de 1947 (78 años), a las 2.37 UTC-3, con una magnitud aproximadamente de 5,5 en la escala de Richter[8]

- 28 de marzo de 1955 (70 años), a las 6.20 UTC-3 con 6,9 Richter: además de la gravedad física del fenómeno se unió el desconocimiento absoluto de la población a estos eventos recurrentes

La Defensa Civil municipal debe realizar anualmente simulacro de sismo; y advertir con abundante señalética sobre escuchar - obedecer acerca de
Área de
- Media sismicidad con 5,5 Richter, con silencio sísmico de 78 años, otro de mayor cimbronazo hace 70 años por el terremoto de Villa Giardino de 1955 con 6,9 Richter

## Economía

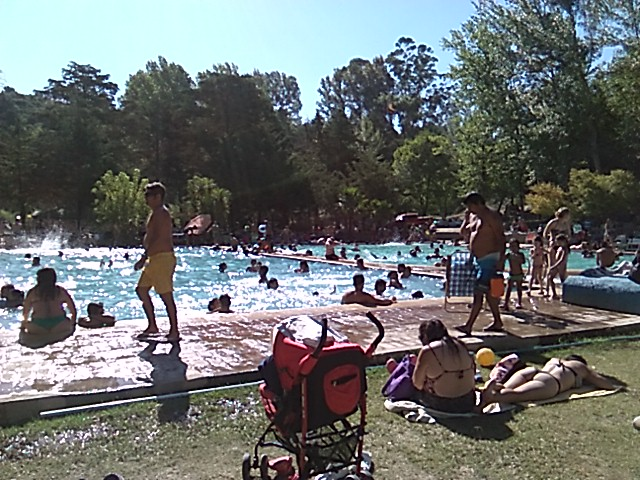
El balneario Siete Cascadas cuenta con varias piletas para refrescarse del calor estival.

La principal actividad económica está constituida por el turismo, por lo tanto la producción de bienes y servicios relacionados es la más importante. Existen en la ciudad numerosos complejos hoteleros de diversa índole como así también, restaurantes, bares, museos, entre otros. 
Cabe destacar, sin embargo, que la explotación minera (granito y cal fundamentalmente) también está presente en la zona, especialmente al oeste de la ciudad, en la región conocida como Piedras Grandes, y en la Pampa de Oláen.
En la meseta conformada por la Pampa de Oláen tiene lugar una de las 4 pequeñas áreas de cultivos que existen en Punilla (las otras tres se encuentran en Molinari, La Cumbre y San Esteban). Consisten en quintas de pocas hectáreas de extensión donde existe actividad agraria. Muy cercanas a los mencionados cultivos se encuentran las conejeras de Horcopalta, donde se crían conejos, y los campos de cultivos pertenecientes a la Fundación San Roque, la misma fundación propietaria del hospital homónimo ubicado en la Ciudad de Córdoba.

## Infraestructura

### Carreteras
El principal acceso a la ciudad se realiza a travès de la ruta Nacional 38; Esto constituye un problema importante en lo que a problemas viales se refiere debido al colapso y obsoleta que ha quedado la misma.
Situación que es también sufrida por quienes transitan hacia el noroeste de Córdoba o a la provincia de La Rioja. Siendo La Falda, uno de los peores núcleos urbanos sobre la traza de la ruta 38 para transitar debido a la enorme cantidad de semàforos (cada 70 metros aproximadamente) y el numeroso tráfico.
Lamentablemente los gobiernos nunca han realizado obras de una ruta alternativa que permita sortear las ciudades de Valle Hermoso, La Falda y Villa Giardino como sí lo ha hecho la ciudad de Cosquín.
Además de la Ruta Nacional 38, existe una muy interesante alternativa que comunica a La Falda con la Ciudad de Córdoba y ésta es el muy sinuoso Camino del Cuadrado hecho en gran medida a pico y pala por empleados del Hotel Eden a inicios del siglo pasado y recientemente pavimentado y convertido en la Ruta Provincial E57, logrando una otra vía de comunicación con las localidades de Río Ceballos, Villa Allende y Córdoba. Esta obra fue finalizada e inaugurada en julio del 2011. Es el camino de montaña más importante de Córdoba, luego del camino de las Altas Cumbres, aunque debido a su mala planificación el mismo ha sufrido graves daños, razón por la cual suele permanecer cerrado varios días al año.
La mayoría de la actividad comercial tiene lugar en la famosa avenida Edèn, una larga avenida que corre en dirección Oeste-Este y rodeada de tiendas, restaurantes, hoteles y supermercados. La misma fue remodelada en los últimos años y embellecida con canteros, farolas, asientos y cartelería.
Una de las desventajas de dicha avenida es la ubicación de algunos servicios básicos como los bancos o cajeros automáticos, que fueron construidos demasiado lejos del sector de ingreso principal a la avenida o de la terminal de ómnibus.

### Transporte
Cuenta con numerosos colectivos que la comunican con todo el resto de la provincia y el país. También es muy interesante el viaje utilizando el Tren de las Sierras entre Córdoba y Cosquín y luego hacer el correspondiente transbordo.
Las empresas que brindan servicio en la localidad son Sarmiento, Lumasa, Transierras, La Calera y Ersa. 
La ciudad de La Falda posee una terminal de ómnibus amplia, ubicada sobre la ruta nacional 38. La misma cuenta con numerosos servicios como restaurante, taxis, baños, quiniela y kiosco. 
Durante 2015 la terminal fue remodelada, se agregó una oficina de informes turísticos y se habilitó el servicio de wifi gratuito.
| Autobuses             | Autobuses                              | Autobuses |
| Empresa               | Línea                                  | Destinos |
| --------------------- | -------------------------------------- | --- |
| Cooperativa La Calera | Córdoba-La Falda por E55               | Córdoba, La Calera, San Roque, Bialet Massé, Sta. María de Punilla, Cosquín, Casa Grande, Valle Hermoso. |
| Cooperativa La Calera | Córdoba-La Falda por variante          | Córdoba, San Roque, Bialet Massé, Santa María de Punilla, Cosquín, Casa Grande, Valle Hermoso. |
| Empresa Sarmiento     | La Falda-Capilla del Monte urbano      | Huerta Grande, Villa Giardino, La Cumbre, Los Cocos, San Esteban, Capilla del Monte, Charbonier, Cruz del Eje. |
| Empresa Sarmiento     | Córdoba-Cruz del Eje por San Roque     | Córdoba, San Roque, Bialet Massé, Sta. María de Punilla, Cosquín, Casa Grande, Valle Hermoso, La Cumbre, Capilla del Monte, San Marcos Sierras, Cruz del Eje. |
| Empresa Sarmiento     | Córdoba-Cruz del Eje por Ruta 20       | Córdoba, Villa Carlos Paz, Va. Santa Cruz del Lago, Parque Síquiman, Bialet Massé, Sta. María de Punilla, Cosquín, Casa Grande, Valle Hermoso, La Cumbre, Capilla del Monte, Cruz del Eje.                                                                            |
| Empresa Sarmiento     | Córdoba-Villa Dolores por Cruz del Eje | Córdoba, Villa Carlos Paz, Va. Sta. Cruz del Lago, Parque Síquiman, Bialet Massé, Sta. M. de Punilla, Cosquín, Casa Grande, Valle Hermoso, La Cumbre, Capilla del Monte, Cruz del Eje, Va. de Soto, San Carlos Minas, Cura Brochero, Mina Clavero, Nono, Va. Dolores. |
| Empresa Transierras   | Córdoba-La Cumbre diferencial          | Córdoba, Bialet Massé, Cosquín, La Cumbre. Expreso |
| Empresa Transierras   | Córdoba-La Falda diferencial           | Córdoba, Bialet Massé, Cosquín. Expreso |
| Empresa Lumasa        | Córdoba-Villa Giardino diferencial     | Córdoba. |
| Empresa Lumasa        | Córdoba-Villa de Soto diferencial      | Córdoba, Capilla del Monte, Cruz del Eje, Villa de Soto. |
| Empresa Lumasa        | Córdoba-La Falda                       | Córdoba, Villa Carlos Paz, Va. Santa Cruz del Lago, Parque Síquiman, Bialet Massé, Cosquín, Casa Grande, Valle Hermoso. |
| Empresa Lumasa        | Urbano línea A                         | Huerta Grande. |
| Empresa Lumasa        | Urbano línea B                         | Valle Hermoso, Huerta Grande. |
| Empresa Lumasa        | Urbano línea C                         | Valle Hermoso, Huerta Grande, Villa Giardino. |
| Empresa Ersa          | Córdoba-Cruz del Eje                   | Córdoba, Villa Carlos Paz, Va. Santa Cruz del Lago, Parque Síquiman, Bialet Massé, Cosquín, Casa Grande, Valle Hermoso, La Cumbre, Los Cocos, Capilla del Monte, Cruz del Eje.                                                                                        |

| Autobuses Larga Distancia  | Autobuses Larga Distancia  | Autobuses Larga Distancia |
| Empresa                    | Línea                      | Destinos |
| -------------------------- | -------------------------- | --- |
| Urquiza/Sierras De Córdoba | Retiro-Capilla Del Monte   | Buenos Aires-Retiro, Escobar, Campana, Rosario, Armstrong, Bell Ville, Marcos Juárez, Villa María, Oliva, Oncativo, Laguna Larga. |
| Urquiza/Sierras De Córdoba | La Plata-Capilla Del Monte | La Plata, Quilmes, Llavallol, Rosario, Armstrong, Bell Ville, Marcos Juárez, Villa María, Oliva, Oncativo, Laguna Larga.          |
| Buses Lep                  | Retiro-Capilla Del Monte   | Buenos Aires-Retiro, Escobar, Campana, Rosario, Bell Ville, Marcos Juárez, Villa María.                                           |
| El Práctico                | Retiro-Capilla Del Monte   | Buenos Aires-Retiro, Escobar, Campana, Rosario, Bell Ville, Marcos Juárez, Villa María, Oliva, Oncativo, Laguna Larga.            |
| Cata Internacional         | Córdoba-Mendoza            | Milagro, Chepes, Vallecito, Caucete, San Juan, Jocolí, Mendoza.                                                                   |
| Chevallier                 | Capilla Del Monte-Retiro   | Villa María, Rosario, San Nicolás, Campana, Escobar, Thames, Buenos Aires-Retiro.                                                 |
| TUS                        | Rio Cuarto-La Falda        | Alta Gracia, Almafuerte, Berrotarán, Alcira Gigena, Río Cuarto.                                                                   |
| El Práctico                | Capilla Del Monte-Paraná   | Arroyito, Devoto, San Francisco, Angélica, Santo Tomé, Santa Fe, Paraná.                                                          |
| Via Tac                    | La Falda-La Plata          | Villa María, Bell Ville, Campana, Pacheco, Morón, Buenos Aires-Liniers, Quilmes, La Plata.                                        |
| Via Bariloche              | La Falda-La Plata          | Villa María, Bell Ville, Campana, Morón, Buenos Aires-Liniers, Buenos Aires-Retiro, La Plata.                                     |
| Urquiza/Sierras De Córdoba | Córdoba-Saujil             | Chañar, Chamical, Patquía, La Rioja, Aimogasta, Pajonal, Saujil.                                                                  |

| Ferrocarril (inicia en octubre de 2023) | Ferrocarril (inicia en octubre de 2023)                                                                                                  |
| línea                                   | destinos |
| --------------------------------------- | --- |
| Tren de las Sierras                     | Córdoba, San Roque, Bialet Massé, Santa María de Punilla, Cosquín, Casa Grande, Valle Hermoso, Huerta Grande, Villa Giardino, La Cumbre. |

## Turismo

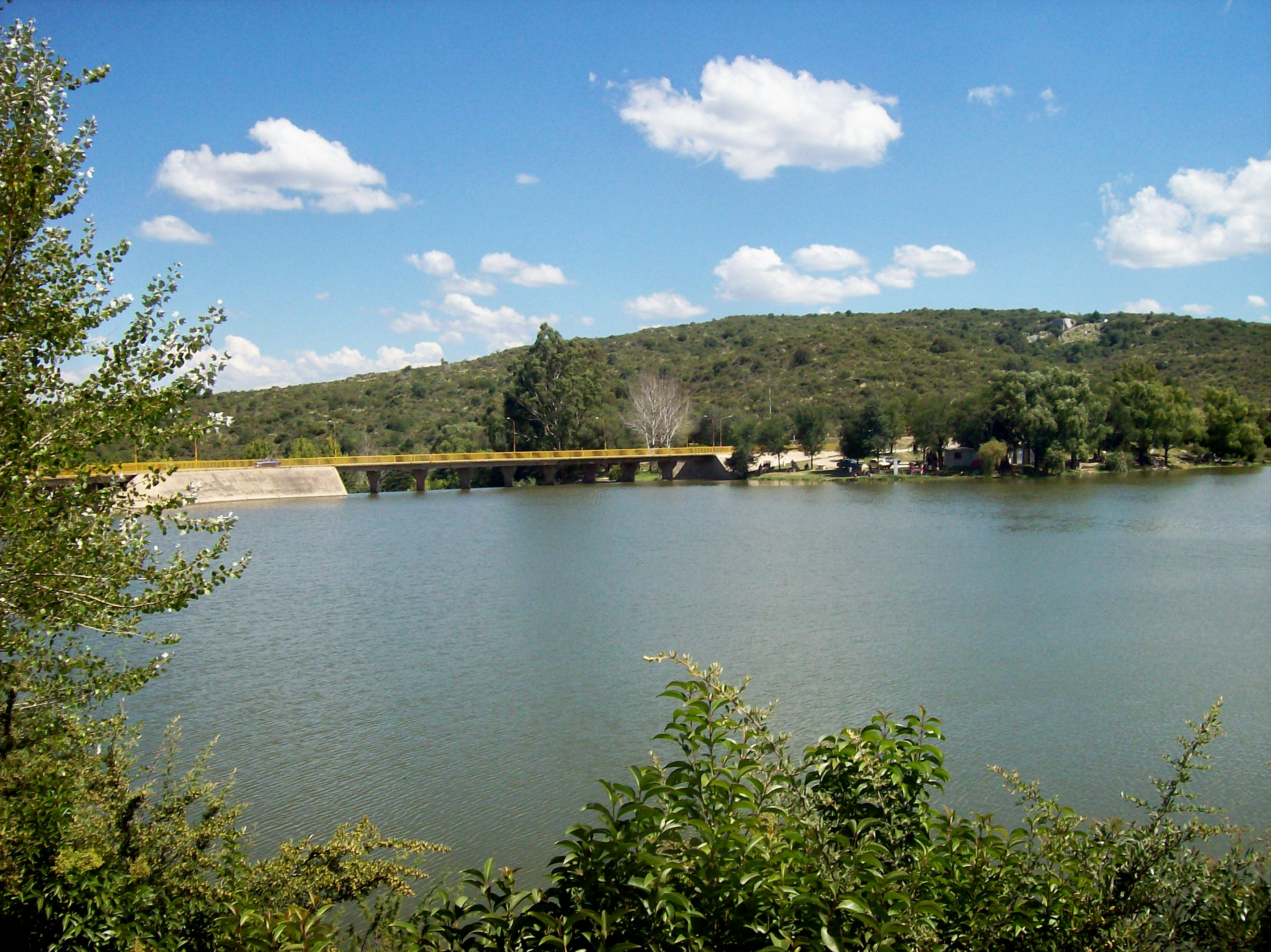
Embalse sobre el Río Grande de Punilla.

La ciudad posee numerosos atractivos: comenzando por su agradable microclima; considerado hace algunos años como el "Tercer Mejor Clima del Mundo"; antiguos bosques naturales e implantados a inicios de siglo XX (estos últimos con árboles procedentes de Europa central y mediterránea: robles, encinas, pinos, cipreses, abetos, etc.)
Hermosas vistas panorámicas, y el atractivo del salto de las Siete Cascadas cercano al lago del embalse construido sobre el Río Grande de Punilla, en el que se pueden practicar deportes náuticos y pesca deportiva.  Además: la caverna El Sauce con sus laberintos.
La ciudad posee varios parques y paseos entre los que se destacan el Parque Puma y el de La Cancha de Golf.
- El Hotel Edén (1900), dio origen a lo que hoy es la ciudad, ubicado al final de la Av. Edén. Hace décadas que no funciona y se encuentra parcialmente destruido, pero sigue siendo un atractivo turístico el observarlo enclavado, como una gigantesca nave, en las estribaciones de las sierras de El Cuadrado. Este legendario hotel presentaba señoriales salones, majestuosas escalinatas, amplias galerías, elegantes torres y los sombreados senderos de su parque.

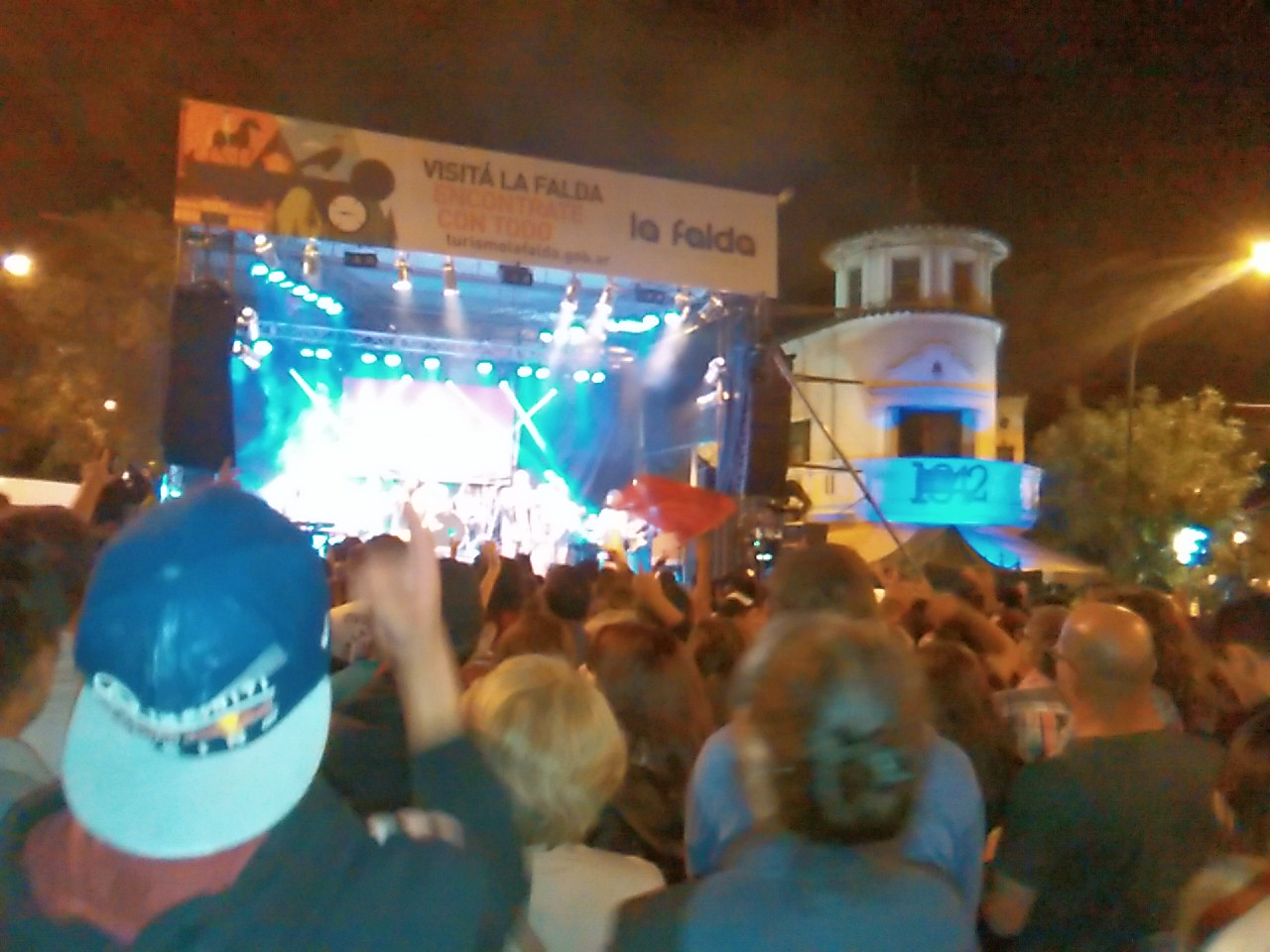
Desde hace varios años, la municipalidad auspicia el ciclo La Falda bajo las estrellas, presentando espectáculos de renombre en forma gratuita para el turismo estival.

- Festival Nacional del Tango: Desde 1964, cuando un grupo de amigos soñaron con realizar un festival de tango que promocionara turísticamente a la ciudad, y con la inspiración de duendes tangueros, la ciudad de La Falda logró ser la anfitriona y organizadora de un importante festival que año tras año, en el mes de julio, se convierte en la reunión más esperada por los amantes de la música ciudadana, teniendo el honor de haber contado con figuras de renombre nacional e internacional.[11]

- Fiesta Nacional del Alfajor: La provincia de Córdoba es tradicionalmente conocida como la marca registrada del alfajor argentino. La fiesta, que denominan “la más dulce del país” no lleva su nombre en vano. Cada año, se realiza en el mes de octubre, cubriendo varias cuadras de la Avenida Edén, la arteria principal de la ciudad, en donde se distribuyen numerosos stands ofreciendo productos regionales y materias primas provenientes de distintos puntos de la provincia y del país, relacionadas con el típico dulce cordobés. Los alfajores cordobeses son característicos por su relleno de dulce de leche o de frutas, además de la permanencia de cada una de las empresas que lo elaboran artesanalmente. En la Fiesta Nacional del Alfajor, se exponen productos propios de la gastronomía regional para la degustación de los concurrentes, con el agregado recreativo de bailes populares, actuación de conjuntos folklóricos y la infaltable elección de la Reina Nacional del Alfajor.[12]

Por otra parte el municipio ha favorecido y favorece actividades culturales variadas (en ciertas ocasiones se realizan en la ciudad de La Falda importantes recitales de música popular). Además de una muy buena infraestructura hotelera, se encuentran restaurantes, campings, balnearios y clubes nocturnos.
- A 20 km de la ciudad, se encuentra la Pampa de Olaen. En este sitio hay una capilla jesuítica de 1750; en cuyo interior se conservan piezas de valor artístico, entre ellas la imagen de Santa Bárbara. Estas tierras fueron parte de la estancia del Obispo Salguero y Cabrera quien las donó para el mantenimiento del Hospital San Roque.

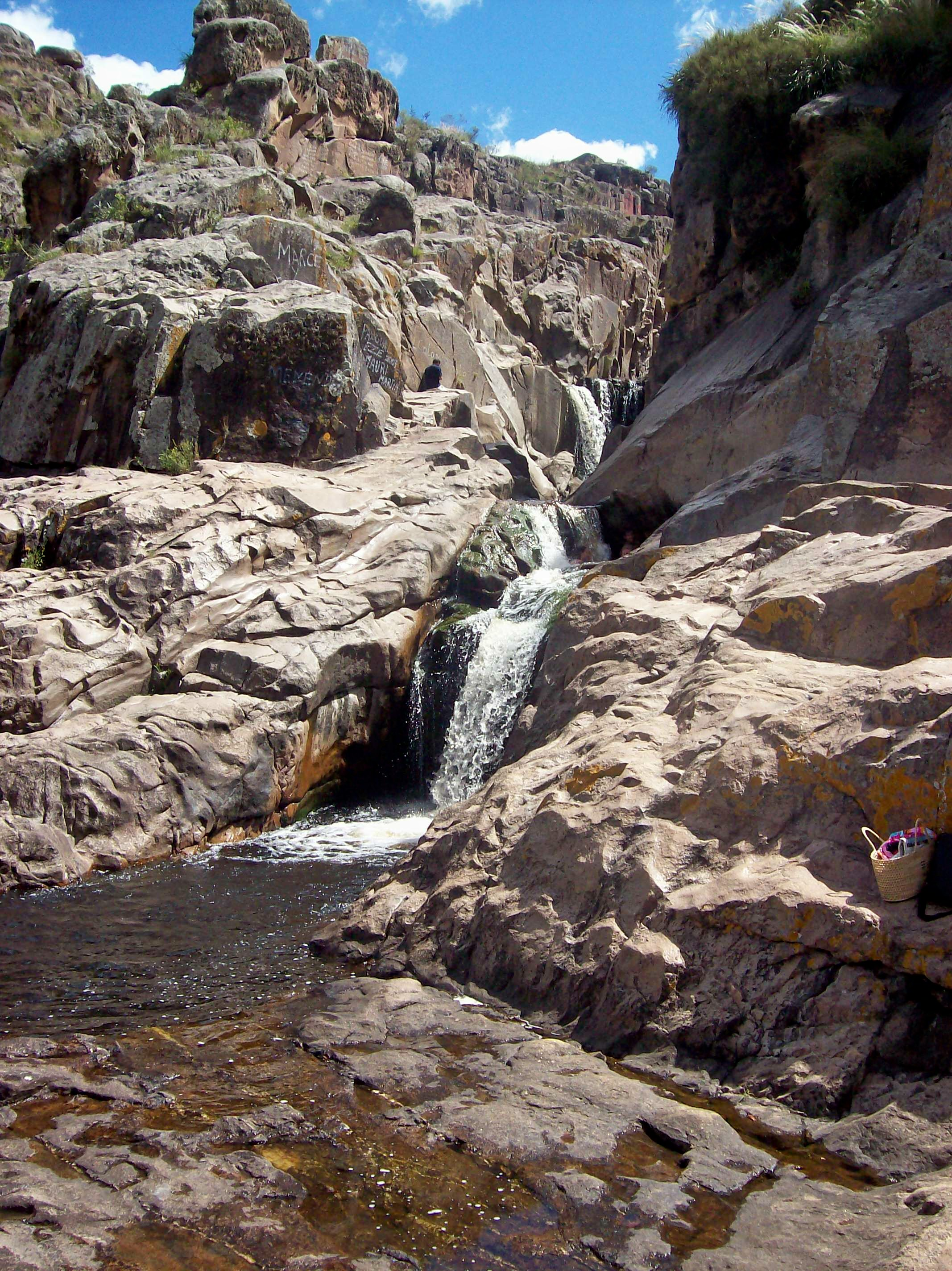
Cascada de Olaen.

En las cercanías se hallan la "cascada de Olaen", con un balneario natural.

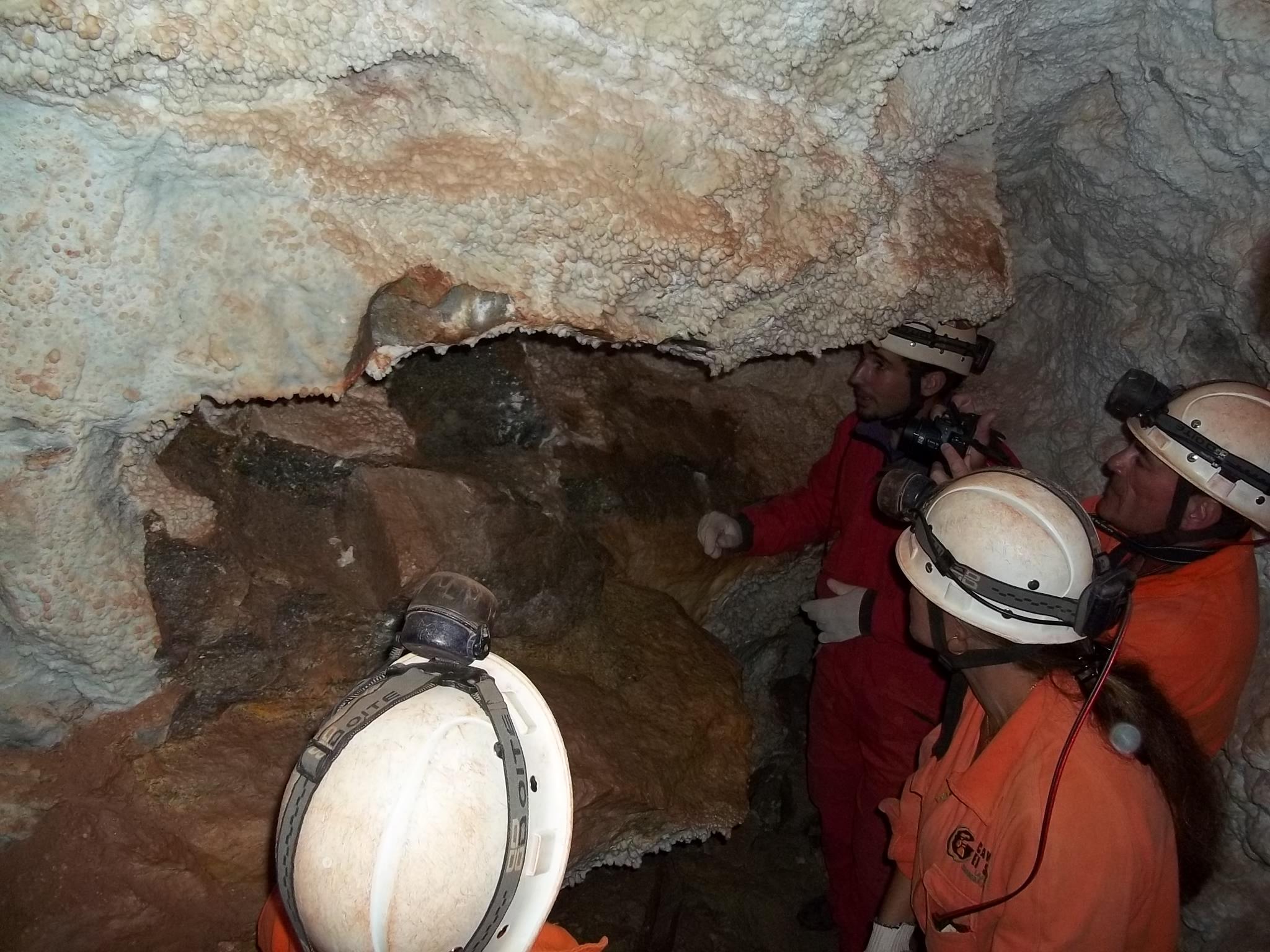
Visita guiada en las Cavernas El Sauce.

- Cavernas El Sauce: próximas a La Falda, a apenas 8 km dentro de la Pampa de Olaen, se encuentra como uno de los fenómenos más interesantes de la geología argentina. Esta  caverna, que con una longitud de aproximadamente 1000 metros se convierte en la más larga de la provincia, por sus características es apta para realizar visitas con guía especializado para el público en general bajo la modalidad de espeleoturismo, como así también para aquellos interesados en la investigación científica, y la práctica de la espeleología, entre las 10:00 y las 18:00.

- Estancia Jesuítica La Candelaria: los jesuitas hicieron de este lugar un excelente establecimiento serrano productor de ganadería extensiva, fundamentalmente mular, que era destinado al tráfico de bienes desde y hacia el Alto Perú. Está situada a unos 50 km de La Falda, ingresando por el camino a la Pampa de Olaen.

## Museos
- Trenshow (Museo del Ferrocarril en miniatura): primer Museo Americano de Ferrocarriles en Miniatura. Ubicado sobre la base del Cerro La Banderita en la zona de Villa Edén, presenta tres salas: Werner Dura, Europa y América. En el recorrido por las mismas se conoce la vida y obra del fundador. Innumerables personajes acompañan el recorrido y guías especializados trasmiten en dinámico show la evolución del FFCC en el mundo.

- Museo Arqueológico Argentino Ambato: una notable colección de piezas arqueológicas de los principales horizontes y culturas indígenas argentinas, desde la etapa más antigua –horizontes precerámicos– (como Ayampitin y Ampajango) hasta culturas agroalfareras de épocas tempranas (Ciénaga, Condorhuasi, Aguada, Averías, Belén, Sunchituyoc, Santamariana, Yocavil y otras), hasta aquellas que arribaron al contacto con los conquistadores españoles, integrando al principio una colección privada, y hoy manejado a nivel oficial. A partir del 2017 el museo sólo abre los días sábados, en horario de 10 a 13,00 y de 17,00 a 22,00 horas. Dirección: Cuesta del Lago 1469 - Villa Edén - La Falda (5172) Valle de Punilla - Córdoba – Argentina

- Museo del Deporte Pierre de Coubertin: primer Museo del Deporte Nacional e Internacional. El fenómeno de la difusión masiva del deporte, genera miles de objetos, casi todos de gran belleza y colorido, que representan intrincadas relaciones con los aspectos culturales de todos los tiempos.

## Cines
Hace sesenta años atrás, existían los cines:
- Cine Gran Rex de La Falda. (Que se encontraba bajo la avenida 9 de julio).

- Cine Punilla.

- Cine Avenida.

## Deportes
La ciudad puede gozar su ubicación cercana a numerosas montañas como para practicar ciclismo, mountain bike, senderismo, footing entre otros.
La Falda cuenta con un club atlético y también se suelen organizar torneos de ciclismo, maratones, boxeo, fútbol y baloncesto.

## Salud
Los siguientes establecimientos mèdicos se encuentran en La Falda:
- Hospital Regional La Falda
- CEM Centro de Emergencia Médica
- RIM Respuesta Inmediata
- Clínica Privada La Falda
- Consultórios Externos Clínica La Falda
- Clínica Privada del Sol
- Unidad Renal Sol
- Clínica Bermúdez
- Centro de ojos SOP

## Educación
Los siguientes colegios integran la oferta educativa en la ciudad:
- Escuela PROA La Falda
- Mateo J. Molina
- Colegio San José
- José María Paz
- Nicolás Avellaneda
- Instituto Dante Alighieri
- Aeronáutica Argentina
- I.P.E.M. 142 – Anexo de Puesto Ramallo/Pampa de Olaen
- Escuela Superior de Comercio Joaquín V. González
- Escuela Normal Superior Arturo Capdevila
- Instituto Técnico La Falda
- Instituto Especial Madres Argentinas
- Esc. Esp. para disc. auditivos Dr. Emilio G. Meinke
- Comedor infantil Luz Alba

## Cultura

### Música
La Falda es conocida en el país y en el exterior por ser la anfitriona del famoso Festival nacional del tango, que convoca a miles de personas y artistas de renombre durante el mes de julio.
A mediados de abril se realiza el festival La Falda Rock, en el anfiteatro que posee la ciudad.
En las noches de verano tiene lugar el ciclo de shows denominado La Falda Bajo Las Estrellas, que consiste en recitales, conciertos y shows sobre un escenario ubicado en la Avenida Eden, al aire libre, de manera libre y gratuita.

### Multimedia
Las emisoras de FM cubren el Valle de Punilla y algunas áreas vecinas:
- Estación X FM 107.5
- FM Positiva 105.9
- FM 105.3 Latina - LRJ961
- FM Extra Brut
- FM Flash
- FM La Falda 95.5
- Radio La Serranita 95.1
- Única 104.9
- Radio Nap

Los periódicos de La Falda cubren las noticias de la ciudad y el Valle De Punilla, y se distribuyen en La Falda y alrededores:
- Diario La Portada
- Diario Prensa del Centro
- Ecos de Punilla
- La Estafeta Online

Canal de televisión local. Transmite a través de la televisión de paga (por cable), hacia el centro de Punilla (La Falda, Valle Hermoso, La Cumbre, Los Cocos):
- TDCRed

Revistas de Clasificados:
- Guía Delivery - Clasificados del Valle De Punilla

También se distribuyen las revistas de clasificados Yo Publico Web  (clasificados del Valle de Punilla), y El Utilitario (Clasificados del Valle de Punilla y ciudad de Cruz Del Eje).
También pueden sintonizarse desde la localidad algunas estaciones AM de la Ciudad de Córdoba, y FM de Córdoba y del resto del Valle de Punilla.
La televisión abierta análoga ofrece los 3 canales de Córdoba (12,10 y 8) provenientes de los transmisores ubicados en Los Cocos; Mientras que la TDT (televisión digital terrestre abierta) incorpora algunas señales más, las cuales son recibidas desde el transmisor de Villa Carlos Paz.
La TV de paga es provista a través de cable (Cablevisión) y de manera satelital.
El servicio de telefonía es provisto por Telecom; Mientras que el internet lo brindan Arnet (ADSL) y los operadores inalámbricos Open Noa, Ynfinity y Conecta.

### En la cultura popular
La Falda es una ciudad con fama nacional gracias a la industria del turismo. Los festivales y eventos que tienen lugar aquí suelen ser transmitidos en noticieros y atraen a personas de todo el país.
El Hotel Edén ha aparecido en numerosos programas televisivos, e incluso se ha rodado una serie televisiva sobre el mismo llamada Edén, que fue estrenada en canal 10.

## Servicios públicos y utilidades
El agua potable de la localidad es provista por la Municipalidad y proviene en su mayoría del río Grande de Punilla en cercanías de su dique. También existen algunos arroyos de menor importancia en las laderas de las Sierras Chicas.  
La energía eléctrica es provista por la empresa EPEC, y posee una subestación en la ciudad.
Hay gas natural en buena parte de la ciudad, provisto por Ecogas.